# Jardins maraîchers de la Baratte
Las Huertas de la Baratte (en francés :Jardins maraîchers de la Baratte, también conocido como La Baratte Loire et Jardins, es un huerto-jardín botánico de multipropiedad privada de 30 hectáreas de extensión localizado en la proximidad de Saint-Éloi, Bourgogne, Francia.

## Localización
se encuentra situado en los bancos aluviales del río Loira, en una zona periurbana y húmeda, entre las localidades de Nevers y Saint-Éloi. Se ubica en la proximidad de la autoroute A77.
La Baratte Loire et Jardins Site des Jardiniers de la Baratte, Code Postal 58000 Saint-Éloi, Département de Nièvre, Bourgogne, France-Francia.
Planos y vistas satelitales.47°16′31.94″N 4°5′56.69″E / 47.2755389, 4.0990806
Se encuentra abierto todos los días del año, sin cargo alguno.
La asociación « Saint-Fiacre Loire-Baratte » celebrada en 2007 acordó una permanencia de seguimiento sobre el jardín botánico, la flora e insectos existentes, la tarde del último sábado de cada mes desde mayo a octubre con una participación de los « Rendez-vous aux jardins ».

## Historia
El sitio ancestral de los hortelanos de Baratte es uno de los más antiguos de Francia. De hecho, la llanura aluvial, en las orillas del río Loira se cultiva con certeza durante al menos 500 años. Desde 1708, los hortelanos se reunieron en la Hermandad bajo la protección de "Saint-Fiacre", su santo patrón.
Después de la Revolución Francesa, la redistribución de bienes permitió que muchos nuevos hortelanos se instalaran en el lugar. Los « Mangeux d'ail » como se les llama localmente a sus alojamientos en casas comunales con el tejado de pizarra desde el año 1850, junto a la pequeña aldea de las casas de campo del siglo XV y los alojamientos de los hortelanos situados en Chaume, Vernet, Montot (La baratte), así como donde la vid y el trigo se cultivaban de un modo más específico, en Sablons y Mouësse al este de Nevers. Los hortelanos se agrupan en la Cofradía de Saint-Fiacre en 1708.
La madre Poulard conocida por su famosa tortilla, nacida como Annette Boutiaut, en 1851, fue una de ellos. Nacida  en el popular barrio de Mouêsse, sus padres eran hortelanos jornaleros. Una larga y continua batalla entre los hortelanos "barattons" y el río Loira, al que aman tanto como temen por sus devastadoras inundaciones, duró casi 150 años. Con un trabajo de consolidación de la orilla del llamado St. Eloi, finalmente, se reforzará de manera decisiva.
Hoy en día, las huertas  y los huertos adyacentes están siempre presentes. Las fiestas en honor de St. Fiacre se celebran de nuevo la última semana de septiembre en el Festival de « Mangeux d'ail » y de los terruños.
La asociación « Saint-Fiacre Loire-Baratte » anima el sitio de Baratte de una manera muy activa y aboga por su protección debido a que muchos proyectos de desarrollo urbano que no han tenido éxito hasta ahora eran  devastadores para el entorno. Afortunadamente, el sitio ha sido clasificado como una zona de inundación desde 2004 límite por lo tanto para evitar la urbanización del suelo.

## Colecciones
Varios ambientes definen el sitio de los hortelanos en la orilla derecha del Loira: huertas y jardines de flores, campos agrícolas, casas, muros largos que delimitan los diferentes huertos de cultivo, fuentes y acequias alimentadas por manantiales, hogar de los insectos odonatos (libélulas) incluyendo Coenagrion mercuriale, una especie protegida a nivel europeo y nacional, varias especies de anfibios, cuarenta especies de aves tal como el alouette lulu y más de un centenar de especies botánicas.
Zona de huerta y huertos privados con árboles, arbustos, plantas perennes, con sauces, mimbre, álamos, plantas productoras de miel y plantas medicinales.